# 9831 Саймонґрін
9831 Саймонґрін (9831 Simongreen) — астероїд головного поясу, відкритий 22 серпня 1979 року.
Тіссеранів параметр щодо Юпітера — 3,485.